# چتیرباش
چتیرباش (انگلیسی: Chetyrbash) یک شهرک در شهرستان میاکینسکی استان باشقیرستان کشور روسیه است.